# Тік-так (стратегія)
«Тік-так» (англ. tick-tock) — екстенсивна стратегія розробки мікропроцесорів, анонсована компанією Intel на конференції Intel Developer Forum у вересні 2006. Цикл розробки поділено на дві стадії — «тік» і «так». «Тік» означає мініатюризацію технологічного процесу і відносно невеликі вдосконалення мікроархітектури. «Так» означає випуск процесорів з новою мікроархітектурою, але за допомогою наявного технологічного процесу. За планами Intel, кожна частина циклу повинна тривати близько року.
Цей технологічний задум було запроваджено з метою полегшення пошуку хиб. У зв'язку зі змінами лише в одній складовій виготовлення обладнання, на різних стадіях в першу чергу шукають помилки або у виробничій частині (процес), або у програмній (мікроархітектура).
У 2018 році з'явилася інформація, що Intel поступово відходить від стратегії «тік-так», нова методологія називається англ. Process-Architecture-Optimization.

## «Тік-так» на дорожній карті Intel

Розвиток мікроархітектур процесорів Intel, починаючи з NetBurst і Intel P6 до Skylake

| Процес  | Мікроархітектура | Кодова назва               | Дата виходу                             | Процесори     | Процесори            | Процесори      | Процесори    | Процесори                                          | Процесори                                                                        |
| Процес  | Мікроархітектура | Кодова назва               | Дата виходу                             | 8P/4P Сервер  | 4P/2P Сервер/WS      | Enthusiast/WS  | Десктоп      | Мобільний                                          | Маркетингове ім'я                                                                |
| ------- | ---------------- | -------------------------- | --------------------------------------- | ------------- | -------------------- | -------------- | ------------ | -------------------------------------------------- | -------------------------------------------------------------------------------- |
| 65 нм   | P6, NetBurst     | Presler, Cedar Mill, Yonah | 5 січня 2006                            |               |                      | Presler        | Cedar Mill   | Yonah                                              | - Core - Pentium 4 - Pentium D - Pentium M - Pentium Dual-Core - Celeron         |
| 65 нм   | Core             | Conroe                     | 27 липня 2006                           | Tigerton      | Woodcrest Clovertown | Kentsfield     | Conroe       | Merom                                              | - Core 2 - Pentium Dual-Core - Pentium - Celeron Dual-Core - Celeron - Celeron M |
| 45 нм   | Core             | Penryn                     | 11 листопада 2007                       | Dunnington    | Harpertown           | Yorkfield      | Wolfdale     | Penryn                                             | - Core 2 - Pentium Dual-Core - Pentium - Celeron Dual-Core - Celeron - Celeron M |
| 45 нм   | Nehalem          | Nehalem                    | 17 листопада 2008                       | Beckton       | Gainestown           | Bloomfield     | Lynnfield    | Clarksfield                                        | - Core i3 - Core i5 - Core i7 - Pentium - Celeron - Xeon                         |
| 32 нм   | Nehalem          | Westmere                   | 4 січня 2010                            | Westmere-EX   | Westmere-EP          | Gulftown       | Clarkdale    | Arrandale                                          | - Core i3 - Core i5 - Core i7 - Pentium - Celeron - Xeon                         |
| 32 нм   | Sandy Bridge     | Sandy Bridge               | 9 січня 2011                            | (Skipped)     | Sandy Bridge-EP      | Sandy Bridge-E | Sandy Bridge | Sandy Bridge-M                                     | - Core i3 - Core i5 - Core i7 - Pentium - Celeron - Xeon                         |
| 22 нм   | Sandy Bridge     | Ivy Bridge                 | 29 квітня 2012                          | Ivy Bridge-EX | Ivy Bridge-EP        | Ivy Bridge-E   | Ivy Bridge   |                                                    | - Core i3 - Core i5 - Core i7 - Pentium - Celeron - Xeon                         |
| 22 нм   | Haswell          | Haswell                    | 2 червня 2013                           | Haswell-EX    | Haswell-EP           | Haswell-E      | Haswell-DT   | - Haswell-MB (notebooks) - Haswell-LP (ultrabooks) | Core-M                                                                           |
| 14 нм   | Haswell          | Broadwell                  | 5 вересня 2014                          |               |                      |                |              |                                                    |                                                                                  |
| 14 нм   | Skylake          | Skylake                    | друга половина 2015 — перша чверть 2016 | Skylake-EX    | Skylake-EP           |                |              |                                                    |                                                                                  |
| 14 нм   | Skylake          | Kaby Lake                  | 3 січня 2017                            |               |                      |                |              |                                                    | Core m, Core i3, Core i5, Core i7, Celeron, Pentium, Xeon                        |
| 14 нм   | Skylake          | Coffee Lake                | 2017                                    |               |                      |                |              |                                                    |                                                                                  |
| 10 нм   | Skylake          |                            |                                         |               |                      |                |              |                                                    |                                                                                  |
| Icelake | Cannonlake       | 2018                       |                                         |               |                      |                |              |                                                    |                                                                                  |
| Icelake | Icelake          | 2018                       |                                         |               |                      |                |              |                                                    |                                                                                  |
| Icelake | 7 нм             | Tigerlake                  | 2018                                    |               |                      |                |              |                                                    |                                                                                  |
|         | 7 нм             | 2019                       |                                         |               |                      |                |              |                                                    |                                                                                  |
| 5 нм    |                  | 2020                       |                                         |               |                      |                |              |                                                    |                                                                                  |
| 5 нм    |                  | 2021                       |                                         |               |                      |                |              |                                                    |                                                                                  |
| 3,5 нм  |                  | 2022                       |                                         |               |                      |                |              |                                                    |                                                                                  |
| 3,5 нм  |                  | 2023                       |                                         |               |                      |                |              |                                                    |                                                                                  |
| 2,5 нм  |                  | 2024                       |                                         |               |                      |                |              |                                                    |                                                                                  |
| 2,5 нм  |                  | 2025                       |                                         |               |                      |                |              |                                                    |                                                                                  |

## «Тік-так» у інших виробників
Стратегія «тік-так» була створена Intel, і в основному асоціюється з цією компанією. Проте в пресі цей термін іноді використовується для обговорення подібних стратегій розвитку у інших виробників . Зокрема, по відношенню до ядер «Барселона» і «Шанхай» мікроархітектури AMD K10.